# Seigō Nakano

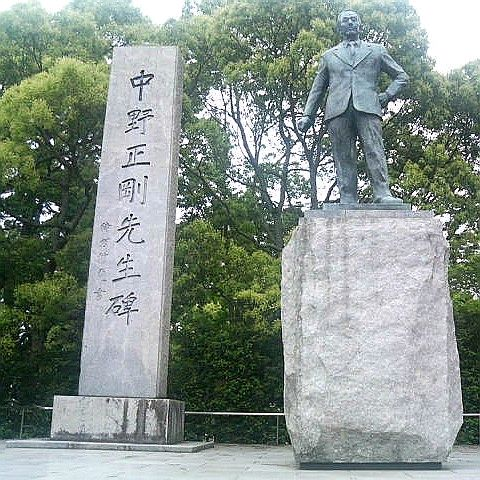
Statue de Seigō Nakano à Fukuoka.

Pour les articles homonymes, voir Nakano (homonymie).
Seigō Nakano (中野 正剛), né le 12 février 1886 à Fukuoka au Japon et suicidé en résidence surveillée à l'âge de 57 ans le 27 octobre 1943 à Shibuya, est un meneur politique japonais qui prônait l'adoption du fascisme pour terminer la restauration de Meiji.

## Biographie
Nakano cherchait à provoquer une renaissance du Japon en mélangeant l'éthique samouraï, le néoconfucianisme et le nationalisme populiste sur le modèle du fascisme européen. Il voyait en Saigō Takamori un symbole de l'« esprit authentique » de la restauration de Meiji, que le Japon se devait de retrouver.
Nakano forme le parti politique Kokumin Domei avec Adachi Kenzō en décembre 1932. Il quitte ce groupe avec des partisans pour former le Tōhōkai en mai 1936. 
En décembre 1937, Nakano obtient une audience personnelle avec Benito Mussolini et le mois suivant, il rencontre Adolf Hitler et Joachim Ribbentrop.
En janvier 1939, Nakano donne un discours sur la nécessité d'un Japon plus totalitaire. Il s'oppose à « ceux qui disent que ni le fascisme, ni le nazisme ne sont appropriés pour notre nation ». Il distingue alors clairement l'ancien style, du conservatisme despotique et d'un « totalitarisme... basé sur l'essentiel ». S'opposant au système de la majorité (étant donné que la majorité est la « cause précise de la décadence contemporaine ») et à une « pensée individualiste qui ne montre aucun intérêt pour les autres », il appelle à un « gouvernement allant au-delà de la démocratie » qui donne de la considération à l'« essence des êtres humains ». Avec l'unification d'individus qui « partagent des idées et des sentiments communs », il prétend qu'une « parfaite organisation nationale » peut être formée.
Le 16 février 1942, des diplomates britanniques proposent secrètement un traité de paix au Japon. Cet accord sous-entend que le Royaume-Uni reconnait l'autorité de l'empire du Japon sur le nord de la Chine et la Mandchourie, et que les Japonais retournent la souveraineté de la péninsule Malaise et de Singapour aux Britanniques.
En même temps que cette proposition diplomatique apparait une confrontation politique entre la société de l'est et la faction de la voie impériale. C'est peut-être la dernière lutte interne de la politique japonais avant les défaites de la bataille de Midway et de la bataille de la mer de Corail en 1942, qui marque un tournant dans la guerre du Pacifique.
L'ultranationaliste société de l'est, menée par Seigō Nakano, a un peu d'influence politique à l'époque et exprime son soutien et sa confiance en la marine impériale japonaise. Nakano attend avec angoisse l'acceptation d'une paix pour stabiliser les conquêtes en Asie du sud-est. Il veut également préserver le peuple japonais des futurs sacrifices de l'effort de guerre et fait pression sur le gouvernement pour arrêter, ce qu'il considère comme beaucoup trop ambitieux, la conquête de toute l'Asie. 
S'oppose à lui la faction pro-impérialiste, qui représente les intérêts de l'armée en Asie et est menée par le général Hideki Tōjō, qui estime que les succès rapides dans les récentes campagnes en Asie du sud-est devaient s'étendre au reste de l'Asie et même à l'Australie avant que les Alliés ne puissent réagir, afin d'établir la sphère de coprospérité de la grande Asie orientale.
Le général Tōjō rejetait catégoriquement toute forme de paix dans les territoires conquis et donnait les autorisations pour davantage de conquête. Cela frustrait et mettait en colère Nakano  et sa société de l'est, qui voyaient l'arrêt des conquêtes comme le dernier moyen pour le Japon de conserver et de consolider dans le long terme ses gains territoriaux en Asie du sud-est, et ce avant que les États-Unis ne lancent des contre-offensives.
Très critiqué par le gouvernement de Tōjō, Nakano est finalement interdit de publier des articles et de s'exprimer en public. Il se suicide par seppuku le 27 octobre 1943 après avoir été placé en résidence surveillée.